# Rolf Hertzberg
Rolf Hertzberg, švedski rokometaš, * 2. april 1959.
Leta 1984 je na poletnih olimpijskih igrah v Los Angelesu v sestavi švedske rokometne reprezentance osvojil 5. mesto.